# Furto di opere d'arte

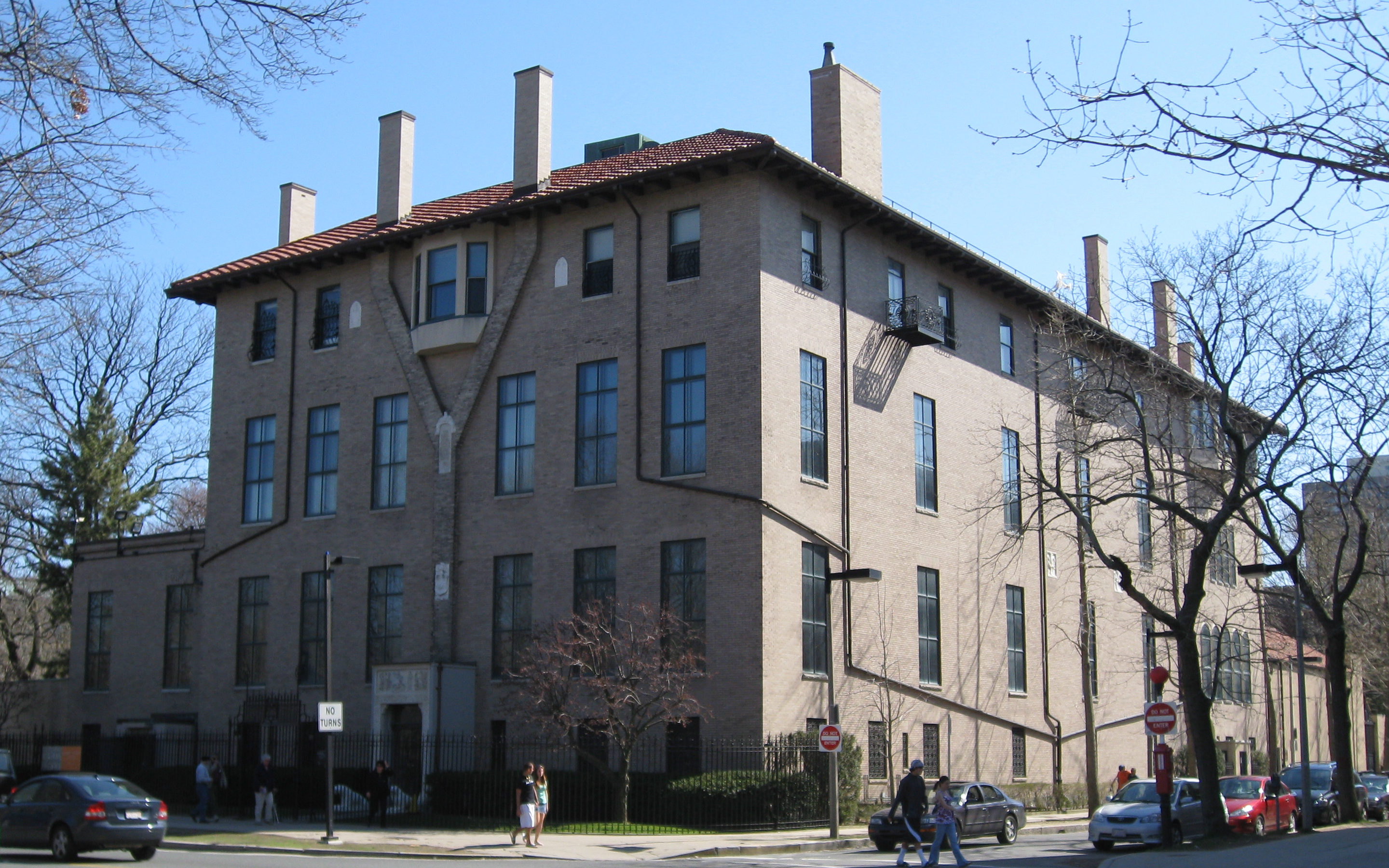
Nel 1990, l'Isabella Stewart-Gardner Museum subì un furto, perdendo oggetti con un valore totale stimato di circa 500 milioni di dollari.

Il furto di opere d'arte consiste nella sottrazione illecita di un'opera d'arte, come un quadro, o parte di essa, che solitamente si tenta di rivendere o, più raramente, di utilizzare per fini estorsivi.

## Caratteristiche comuni
Gli aspiranti ladri di un'opera hanno solitamente contatti con i possibili intermediari sul mercato clandestino e progettano in maniera più o meno meticolosa un piano, studiando gli aspetti vulnerabili del sistema di sicurezza che dovrebbe impedire il furto. I criteri con cui scelgono i loro bersagli sono vari, ma tra questi si possono nominare il valore dell'opera, la sua richiesta nel mercato clandestino, il livello di protezione, e la facilità nel trasporto e nell'occultamento.
Secondo alcuni esperti, in Europa questo tipo di furti con la relativa commercializzazione della refurtiva sono spesso eseguiti da piccoli gruppi di malviventi, che mantengono i contatti tra di loro, anche per agevolarsi in uno degli aspetti più difficili della loro attività: la rivendita delle opere rubate. Eppure, possono perpetrare un furto d'arte anche individui isolati o, al contrario, grandi organizzazioni criminali, che praticano principalmente altri tipi di attività.
Gli acquirenti finali sono talvolta all'oscuro della provenienza illecita, soprattutto quando si tratta di oggetti poco conosciuti, ma non mancano casi di furti addirittura commissionati da collezionisti privati. Nella storia dei furti di opere d'arte ci sono anche esempi di estorsione di denaro o altri favori in cambio della restituzione di capolavori rubati, come quando la Mala del Brenta tentò di ricattare lo Stato italiano dopo aver sottratto dalla Galleria Estense il ritratto di Francesco I d'Este di Diego Velázquez.
Il bersaglio di questi crimini non sono soltanto le opere esposte nei musei, visto che la cronaca mostra quanto siano vulnerabili, ad esempio, le chiese e i siti archeologici, in cui oltretutto si ha più difficoltà a migliorare la sicurezza fisica.
Secondo i dati forniti dall'Interpol, la Francia e l'Italia sono i paesi dell'Europa occidentale più danneggiati, anche per l'elevata presenza di testimonianze artistiche nel loro territorio.

## Prevenzione e contrasto
In considerazione dei danni elevati che il patrimonio culturale può subire a seguito di questi atti, gli stati adottano diverse misure per garantire la tutela delle opere d'arte, inclusa la cooperazione internazionale delle forze dell'ordine. La documentazione dei beni artistici da parte dei detentori può facilitare il contrasto al traffico illecito in caso di furto e rendere più facile l'identificazione e la restituzione dopo un eventuale ritrovamento. In Italia una banca dati delle opere rubate viene utilizzata dal Comando Carabinieri per la Tutela del Patrimonio Culturale, reparto dell'Arma dei Carabinieri che si occupa del contrasto ai reati commessi ai danni del patrimonio artistico.

### Sicurezza e prevenzione dei gestori di opere d'arte
Le istituzioni culturali e i privati che detengono opere d’arte, specie se di grande valore, adottano solitamente diverse misure per ridurre la probabilità di commissione di questi reati e talvolta anche un'assicurazione per limitare l’eventuale danno economico.

#### Sicurezza fisica nei musei
Nei musei il personale dovrebbe essere adeguatamente addestrato a valutare i rischi rappresentati da criminali come ladri o vandali e predisporre un adeguato sistema di prevenzione.
Sono le caratteristiche dell'edificio a determinare la facilità d'accesso al materiale custodito nel corso degli orari di chiusura, con molteplici potenziali vie per i ladri, che possono introdursi nel museo persino da edifici adiacenti o dai sotterranei. La sicurezza perimetrale dell’edificio può essere rafforzata in svariati modi, quali, ad esempio, inferriate, porte di adeguata robustezza, e, se il fabbricato è circondato da un’area libera, muri di cinta, cancelli e recinzioni.
L'antifurto, che nelle ore di chiusura segnala eventuali tentativi di effrazione, è un elemento estremamente comune nei musei, ma anche in altri luoghi che custodiscono ingente patrimonio culturale. Naturalmente può essere molto utile anche durante le ore di apertura al pubblico per sorvegliare zone riservate o gli spazi espositivi, come le vetrine blindate. Inoltre gli impianti di videosorveglianza permettono un'analisi accurata e veloce della situazione in caso di emergenza, oltre a ridurre i danni dovuti ai falsi allarmi e fornire agli inquirenti un prezioso documento, quando un reato viene commesso. Tutti questi sistemi di sorveglianza devono essere collegati con una centrale di vigilanza privata, le forze dell'ordine o l'abitazione di un addetto.
Si può poi aumentare la possibilità che un malintenzionato sia notato con un adeguato sistema d'illuminazione notturna e, nei casi di maggior rischio, anche mediante piantonamenti o ronde da parte di guardie giurate.
Per ovvie ragioni bisognerebbe accertarsi che non sia possibile l'ingresso di individui non autorizzati nelle zone riservate, dove magari sono custodite opere d'arte. Infine, per aumentare la probabilità che la refurtiva sia riconosciuta e quindi restituita è fondamentale la creazione di un inventario, meglio se accompagnato da una documentazione fotografica, da riporre in un luogo sicuro.

## Furti significativi
- 21 agosto 1911: La Gioconda di Leonardo Da Vinci venne prelevata illecitamente nel Museo del Louvre da Vincenzo Peruggia, un ex-dipendente del museo che era rimasto nascosto in un ripostiglio per tutta la notte. Arrestato dopo aver cercato di venderla a un antiquario fiorentino, disse di averla rubata per motivi patriottici[6][7].
- 18 marzo 1990: due uomini travestiti da poliziotti entrarono nel Isabella Stewart-Gardner Museum e, dopo aver legato il personale, si allontanarono con diverse opere d'arte, il cui valore venne stimato 300 milioni di dollari e che fino ad ora non sono state ritrovate, tra cui un quadro di Jan Vermeer ed uno di Rembrandt, Cristo nella tempesta sul mare di Galilea[8].
- 22 agosto 2004: Due uomini armati si introdussero nel Museo Munch di Oslo e sottrassero la Madonna e una versione de L'urlo di Edvard Munch, che vennero ritrovati danneggiati nel 2006[9][10].